# Omphalosauridae
De Omphalosauridae zijn een familie van uitgestorven Ichthyopterygiërs, bekend van het Vroeg- tot Laat-Trias van Europa, Noord-Amerika en Azië.
De klade Omphalosauridae is gedefinieerd als de groep omvattende de laatste gemeenschappelijke voorouder van Omphalosaurus nevadanus, Cartorhynchus lenticarpus en Sclerocormus parviceps; en al zijn afstammelingen.

## Beschrijving
Verschillende synapomorfieën zijn voorgesteld. Het neusbeen is langwerpig en reikt tot aan de punt van de snuit. Het bovenkaaksbeen raakt het neusgat niet. Het gebit heeft een plettende functie waarbij onregelmatige maxillaire en dentaire tandbatterijen geconcentreerd zijn langs de middenlijn van de schedel. De tandkronen zijn koepelvormig. De eerste maxillaire en dentaire tand is afgerond en stomp. De praemaxilla is tandeloos. Het occlusievlak van  het bovenkaaksbeen is bol, aansluitend bij een hol vlak van het dentarium. De onderkaak is achteraan hoog met een schuin aflopend einde en een laag geplaatst kaakgewricht. Het dentarium heeft achteraan een vleugelvormig uitsteeksel.